# John Eales
John Anthony Eales (Brisbane, 27 giugno 1970) è un ex rugbista a 15 e imprenditore australiano, durante la sua carriera agonistica seconda linea, ruolo nel quale è considerato il migliore giocatore del suo Paese, nonché tra i migliori in assoluto del mondo; rappresentò il Queensland sia nel campionato provinciale australiano e, successivamente, come professionista, nella franchise dei Reds; capitano della Nazionale australiana in 55 incontri dal 1996 al 2001, vinse con essa due Coppe del mondo, nel 1991 e nel 1999.

## Biografia
Terzo di sei fratelli (ha tre sorelle maggiori ed è il primo maschio), John Eales fu studente alla scuola superiore cattolica Marist Brothers di Ashgrove, ed ebbe le sue prime esperienze di rugby di club presso il Brothers Old Boys di Brisbane.
Nel 1990 entrò a far parte della selezione provinciale del Queensland, e l'anno successivo esordì negli Wallabies, in occasione di un 61-3 al Galles a Brisbane; pochi mesi dopo fu selezionato per la Coppa del Mondo di rugby 1991, nel corso della quale disputò 6 incontri, compresa la finale vinta contro l'Inghilterra a Twickenham che diede all'Australia la sua prima coppa del mondo.
Quattro anni dopo fu presente alla Coppa del Mondo di rugby 1995 in Sudafrica, dove l'Australia giunse fino ai quarti di finale e, nel 1996, entrò nella franchise professionistica del Queensland in Super Rugby, i Reds, e divenne capitano della Nazionale.
Da capitano guidò l'Australia in quattro tour di fine anno tra il 1996 e il 2000, nonché alla Coppa del Mondo di rugby 1999, la sua terza consecutiva.
In tale edizione della competizione, ospitata dal Galles e disputatasi tra Regno Unito, Irlanda e Francia, Eales disputò 5 incontri inclusa la finale di Cardiff vinta contro la Francia, grazie alla quale il giocatore divenne uno dei pochi a fregiarsi del titolo di campione del mondo per più di una volta.
Disputò il suo ultimo incontro internazionale contro la Nuova Zelanda il 1º settembre 2001 nel corso del Tri Nations, il secondo consecutivo vinto dagli Wallabies dopo quello del 2000.
Tale incontro coincise anche con la fine della sua carriera agonistica: al termine del Super 12 2001, infatti, Eales aveva annunciato il termine della sua attività sportiva dopo il Tri Nations; per l'ultimo incontro furono presenti a Sydney 91000 spettatori, ai quali, dopo il match, si rivolse dicendo: «Ho avuto una grande carriera, ma so che è tempo di dire basta. È per me un momento emozionante, ma anche un bel modo di uscire di scena».
Vanta anche un invito da parte dei Barbarians, nel 1994, per un incontro con i corrispettivi Barbarian francesi.
Dopo la fine della carriera agonistica ha intrapreso la carriera imprenditoriale nel campo delle risorse umane; fondatore di un gruppo di consulenza per la ricerca e l'orientamento del personale, Mettle Group (oggi Chandler Macleod), ha anche collaborato per la Qantas e il gruppo finanziario australiano BT; per quanto attiene alle attività legate allo sport è stato testimonial della VISA durante le Coppe del mondo 2003 e 2007.
Durante le Olimpiadi 2004 ad Atene Eales svolse il ruolo di ufficiale di collegamento tra gli atleti della squadra olimpica australiana e la stampa, svolgendo anche compiti di consulente e motivatore.
Nel 2003 fu ammesso nello Sport Australia Hall of Fame, nel 2005 nell'International Rugby Hall of Fame e, due anni dopo, in quella dell'International Rugby Board (oggi World Rugby Hall of Fame).
Dopo la seconda vittoria in Coppa del mondo fu insignito dell'onorificenza dell'Ordine dell'Australia (1999).

## Palmarès
- Coppe del mondo: 2
Australia: 1991, 1999